# Thomas Bach
Thomas Bach (* 29. Dezember 1953 in Würzburg) ist ein deutscher Sportfunktionär. Von 2013 bis 2025 war er Präsident des Internationalen Olympischen Komitees, seitdem ist er dessen Ehrenpräsident. Als Fechter wurde er 1976 Olympiasieger mit der Mannschaft.

## Biographie

### Ausbildung und Beruf

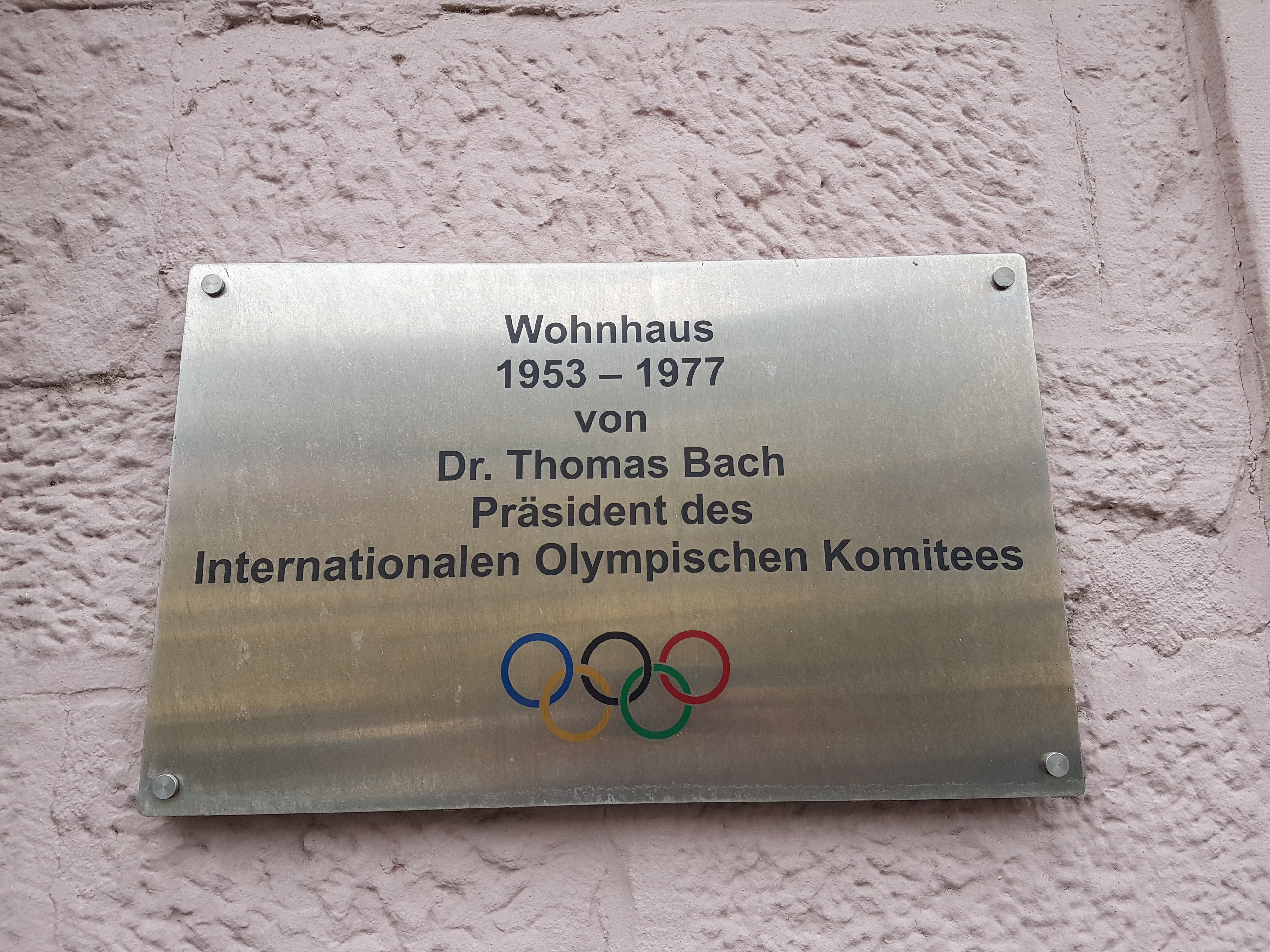
Hinweisschild am Wohnhaus von Thomas Bach von 1953–1977 am Tauberbischofsheimer Sonnenplatz

Thomas Bach wurde 1953 in Würzburg geboren und wuchs in Tauberbischofsheim auf, wo er bis 1977 bei seinen Eltern am Sonnenplatz wohnte. Seine Eltern führten einen Textilladen mit Änderungsschneiderei. Der kriegsversehrte Vater starb, als Bach 14 Jahre alt war. Nach dem Abitur 1972 am Matthias-Grünewald-Gymnasium in Tauberbischofsheim studierte Thomas Bach von 1973 bis 1979 Rechts- und Politikwissenschaften an der Julius-Maximilians-Universität Würzburg und schloss sein Studium mit dem ersten juristischen Staatsexamen ab. Nach seinem Referendariat, unter anderem beim Deutschen Bundestag, legte Bach 1982 das zweite Staatsexamen ab und wurde 1983 mit der Arbeit Der Einfluss von Prognosen auf die Rechtsprechung des Bundesverfassungsgerichts zum Doctor iuris utriusque promoviert. Im Anschluss eröffnete er in Tauberbischofsheim eine eigene Anwaltskanzlei.
1985 holte Horst Dassler ihn zur Adidas AG, wo er Direktor für Internationale Beziehungen wurde. Von 1988 bis 1990 koordinierte er den mittelständischen Beraterkreis des Bundesministers für Wirtschaft, ab 1995 war er Berater der Philipp Holzmann AG und 1998 wurde er zum Aufsichtsratsvorsitzenden der Michael Weinig AG in Tauberbischofsheim berufen. Zwischen 2000 und 2008 war Bach Berater der Siemens AG und von 2000 bis 2009 Mitglied des Verwaltungsrates der Siemens Schweiz AG. Bach wurde dem Siemens-Vorstand von Wilhelm Schelsky wegen seiner Regierungskontakte empfohlen. Von 2005 bis 2009 war er Berater der MAN Ferrostaal GmbH, von 2008 bis 2013 Vorsitzender des Beirates der Melius GmbH, die als Tochtergesellschaft des Investmentunternehmens Kuwaiti German Holding Company deren Aktivitäten in Deutschland betreut, und von 2009 bis 2013 Mitglied des Aufsichtsrates der Nürnberger Versicherung AG Österreich und des Beirates der Bartec GmbH.
Im Mai 2006 wurde Bach zum Präsidenten der Ghorfa Arab-German Chamber of Commerce and Industry gewählt. Dieses Amt gab er nach seiner Wahl zum IOC-Präsidenten auf.
Neben Deutsch spricht Bach Spanisch, Französisch und Englisch. Thomas Bach ist verheiratet und lebt in Würzburg; das Paar hat keine Kinder.

### Sportliche Karriere
In den 1970er Jahren war Bach als Florettfechter für den Fecht-Club Tauberbischofsheim aktiv. 1971 gewann er die Bronzemedaille der Junioren-Weltmeisterschaft, zwei Jahre später wurde er Mannschaftsvizeweltmeister. Bei den Olympischen Sommerspielen 1976 wurde Bach mit der Mannschaft Olympiasieger und dadurch gleichzeitig Weltmeister. Bei den Fechtweltmeisterschaften 1977 gewann er mit der Mannschaft erneut den Weltmeistertitel. 1978 wurde Bach Deutscher Florettmeister im Einzel und gewann den Europapokal der Landesmeister im Mannschafts-Florett. 1979 gewann er nochmals mit der Mannschaft eine Bronzemedaille bei der Weltmeisterschaft in Melbourne.

### Sportfunktionär

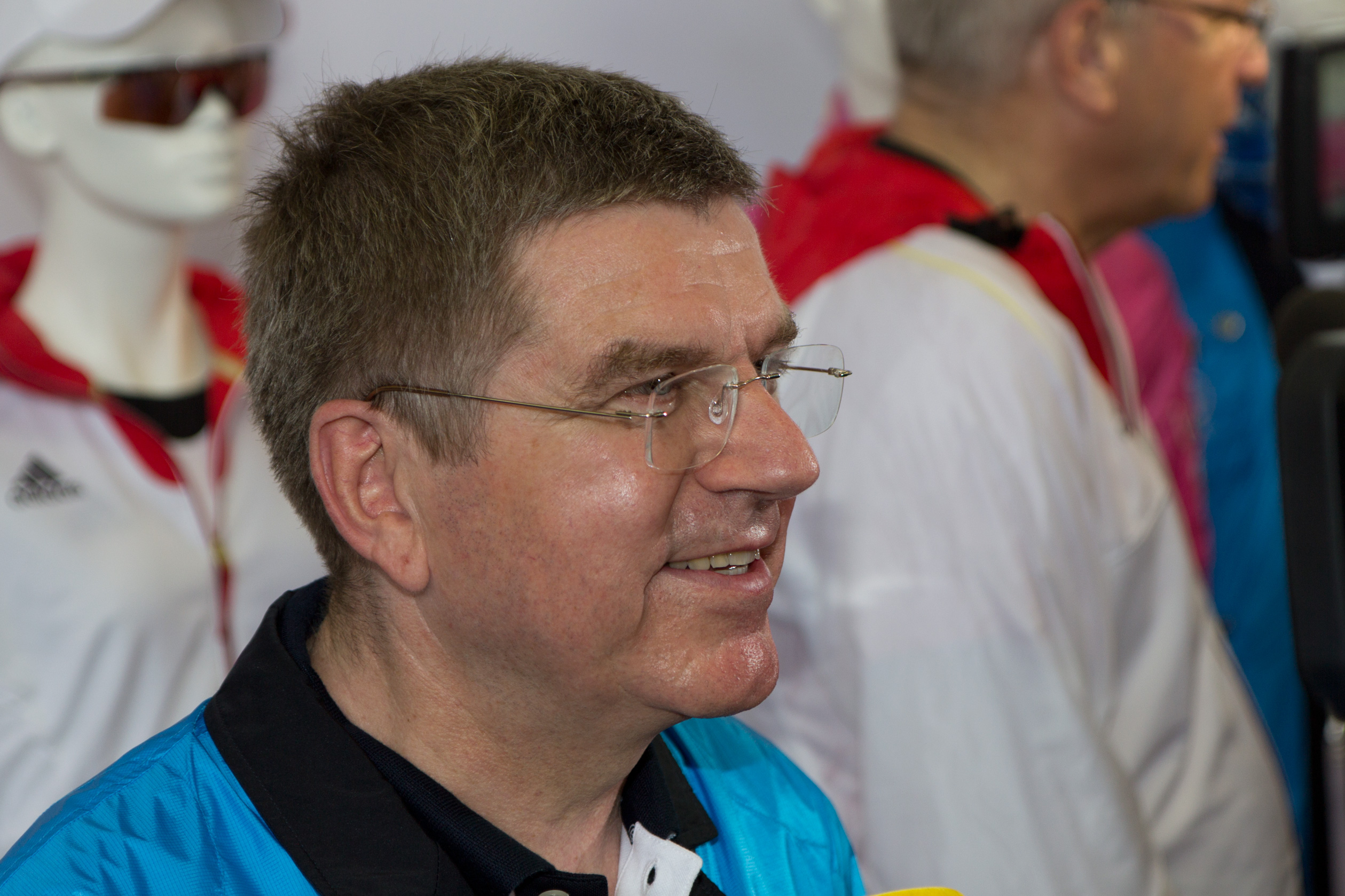
Thomas Bach bei der Einkleidung der Olympiamannschaft 2012 für London

Bach war bereits früh in der Sportpolitik engagiert. Von 1975 bis 1979 war er Aktivensprecher des Deutschen Fechter-Bunds (DFB). 1981 wurde er als Mitglied in die neue Athletes’ Commission des Internationalen Olympischen Komitees und 1982 als Mitglied ins Nationale Olympische Komitee für Deutschland berufen. Zu Bachs Förderern gehörten die Spitzenfunktionäre Willi Daume und Juan Antonio Samaranch.
Nach seiner Berufung ins Internationale Olympische Komitee 1991 schied Bach aus dem NOK aus. 1995 wurde er zum Vorsitzenden der Berufungskammer des Internationalen Sportgerichtshofes ernannt. 1996 erfolgte die Wahl ins Exekutivkomitee des IOC. Bei der Vergabe der Olympischen Winterspiele 2002 nach Salt Lake City und der Vergabe der Olympischen Sommerspiele 2004 nach Athen war er Vorsitzender der Evaluierungskommission. Anlässlich der 111. Sitzung des Internationalen Olympischen Komitees am Rande der Olympischen Sommerspiele 2000 in Sydney wurde Bach als dritter Deutscher zum ehrenamtlichen Vizepräsidenten des IOC gewählt. Turnusgemäß schied er im August 2004 aus diesem Amt aus. Am Rande der Olympischen Winterspiele 2006 in Turin wurde er wieder in dieses Amt gewählt. Er galt damit als ein aussichtsreicher Kandidat für die Nachfolge des damaligen IOC-Präsidenten Jacques Rogge.
Nach der Vereinigung von DSB und NOK wurde Bach im Mai 2006 zum ehrenamtlichen Präsidenten des neu gegründeten Deutschen Olympischen Sportbundes gewählt. Nach seiner Wahl zum IOC-Präsidenten trat er am 16. September 2013 von diesem Amt zurück.
In seinen verschiedenen Ämtern leitete Thomas Bach mehrere IOC-Kommissionen, war Mitglied im Aufsichtsrat des Organisationskomitees der Fußballweltmeisterschaft 2006 und Mitglied im Kuratorium des Organisationskomitees der Frauenfußballweltmeisterschaft 2011.
Am 10. September 2013 wurde er auf der 125. IOC-Session in Buenos Aires zum 9. IOC-Präsidenten gewählt. Als bedeutender Unterstützer seiner Kandidatur gilt der kuwaitische ehemalige Sportfunktionär Ahmad Al-Fahad Al-Sabah. Dessen öffentliche Unterstützung führte kurz vor der Wahl zu einer Untersuchung durch die Ethikkommission. Am 10. März 2021 wurde Bach auf einem virtuellen Kongress des IOC für weitere vier Jahre in seinem Amt bestätigt. Er hatte keine Gegenkandidaten. 2025 konnte Bach laut Olympischer Charta nicht erneut kandidieren. Bei der Generalversammlung des IOC in Paris am 10. August 2024 erklärte Bach, dass er keiner Änderung der Olympischen Charta zur Aufhebung der Amtszeitbegrenzung zustimmen wolle. Am 23. Juni 2025 gab er sein Amt als Präsident des IOC an Kirsty Coventry ab und ist seitdem dessen Ehrenpräsident.

### Politisches Engagement
Bis 2023 war Bach Mitglied der FDP. Am 24. März 2023 gab er seinen Austritt aus der Partei bekannt, nachdem er zuvor wiederholt wegen seiner „naiven Haltung“ gegenüber Russland, unter anderem wegen dessen im Februar 2022 gestarteten Angriffskriegs auf die Ukraine, kritisiert worden war. Gemäß eines Sprechers von Bach sei der Austritt allerdings unabhängig von dieser Kritik erfolgt. Von 1991 bis 1995 war er als Schatzmeister Mitglied des Vorstandes der Friedrich-Naumann-Stiftung und anschließend bis 2013 Mitglied von dessen Kuratorium. Auf Vorschlag der FDP/DVP-Fraktion im Landtag von Baden-Württemberg war Bach im Juni 2010 Mitglied der 14. Bundesversammlung.

## Kritik

### Manipulation der Wahl von Anwar Chowdhry zum AIBA-Präsidenten 1986
Den Stasi-Unterlagen von IM Möwe zufolge, die dem DDR-Sportfunktionär Karl-Heinz Wehr zugeordnet werden, war Bach 1986 bei Besprechungen über die Manipulation der Wahl von Anwar Chowdhry zum AIBA-Präsidenten anwesend.

### Beratervertrag mit dem Siemens-Konzern
In die Kritik geriet Thomas Bach, als im April 2008 bekannt wurde, dass er ab der Jahrtausendwende einen Beratervertrag mit Siemens hatte, der im Jahr 2008 mit 400.000 Euro vergütet wurde und zusätzliche Spesen in Höhe von 5000 Euro pro Tag vorsah. Bach soll für den Siemens-Konzern Einladungen aus dem arabischen Raum organisiert haben. Siemens-Aufsichtsräte kritisierten, dass bei solch hohen Honoraren eine zusätzliche tageweise Bezahlung „absolut unüblich“ sei. Kritisiert wurden außerdem ein möglicher Interessenkonflikt, weil Siemens durch Aufträge rund um den Sport profitiere, und Überschneidungen seiner beruflichen Tätigkeit mit seiner Tätigkeit als Sportfunktionär.

### Negativpreis „Verschlossene Auster“ 2008
Von der Journalistenvereinigung Netzwerk Recherche bekam er in seiner Funktion als Vizepräsident des Internationalen Olympischen Komitees am 14. Juni 2008 den Negativpreis Verschlossene Auster für die besonders restriktive Informationspolitik des Komitees verliehen. Dieses dulde „seit vielen Jahren Korruption und Interessenkonflikte bei der Vergabe der Spiele“ und betreibe mit seiner „Informationspolitik das Gegenteil von ‚fair play‘“, so die Begründung.

### Präsident der Ghorfa
Bach wurde wegen seiner Tätigkeit als Präsident der Ghorfa kritisiert. Die Ghorfa legalisiert Handelsdokumente von Unternehmen, die in arabische Länder exportieren wollen. Dabei wird bescheinigt, dass die Produkte keine Teile aus Israel enthalten. Die Praxis wurde in den 1970er-Jahren als Teil des Israel-Boykotts der Arabischen Liga eingeführt.

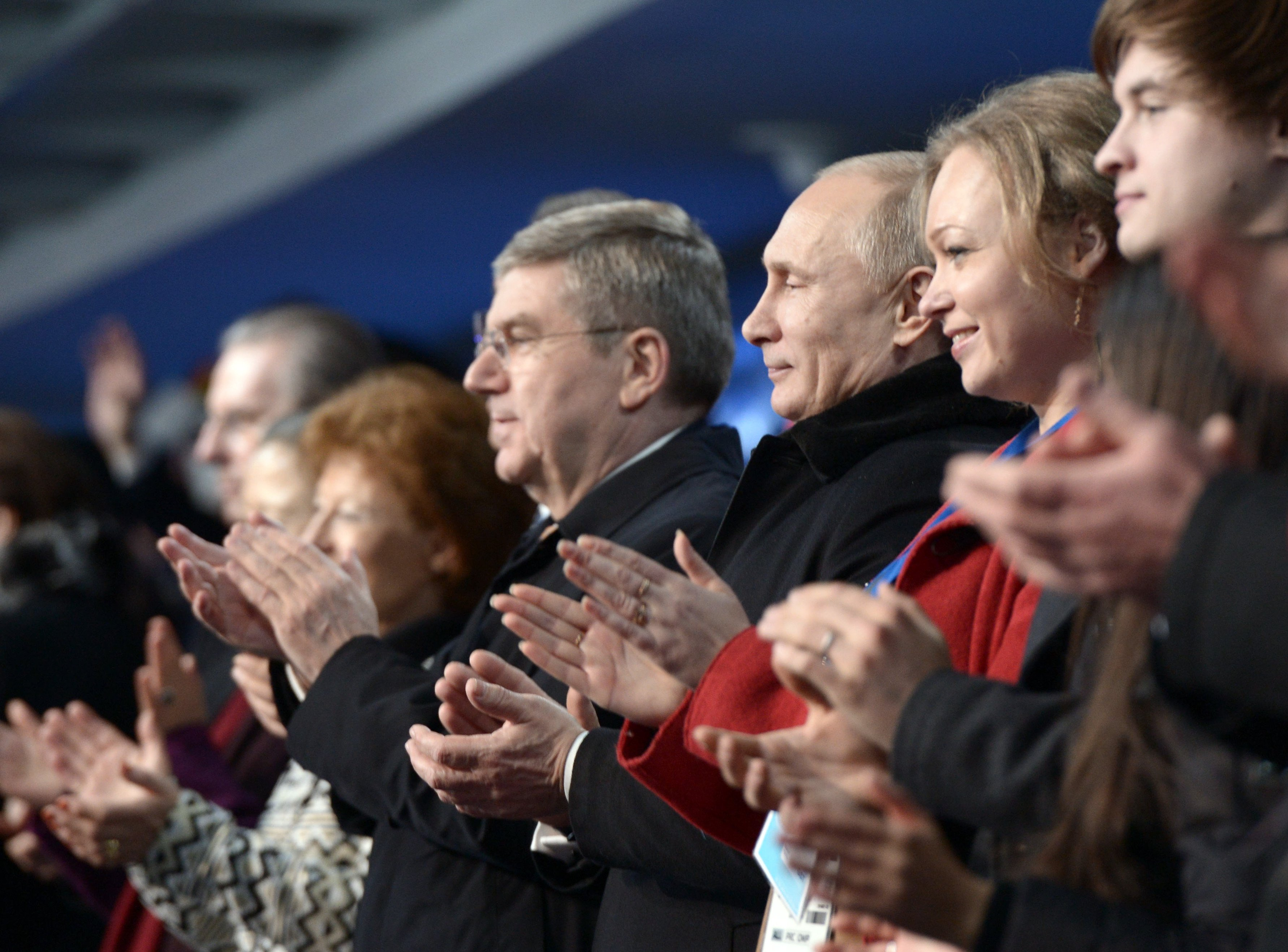
Thomas Bach und Wladimir Putin (Olympische Winterspiele 2014 in Sotschi).

### Sympathisant des russischen Präsidenten Wladimir Putin / Staatliches russisches Dopingprogramm
2016 wurde Bach im Rahmen der russischen Staatsdoping-Affäre stark kritisiert. Ihm wurde vorgeworfen, ein Sympathisant des russischen Staatspräsidenten Wladimir Putin zu sein, und deswegen aus persönlichen Gründen im Rahmen des IOC nicht konsequent gegen das von russischen Geheimdiensten und Behörden gedeckten und von der russischen Anti-Doping-Agentur RUSADA betriebenen massenhaften Staatsdopings russischer Spitzensportler vorgegangen zu sein.

### Diplomatenpass
Bach hat seit Juli 1994 einen Diplomatenpass der Bundesrepublik Deutschland. Diesen erhielt er, um „ein besonderes deutsches Interesse“ beim IOC zu verfolgen, obwohl dies einem IOC-Mitglied in der eigenen Satzung verboten ist. Der Pass wurde seitdem mehrmals verlängert. Das Auswärtige Amt konnte dies im Nachhinein nicht begründen.

### Verweigerung der Zeugenaussage bei den Korruptionsermittlungen gegenüber Patrick Hickey
Bei den Korruptionsermittlungen gegen den Sportfunktionär Patrick Hickey weigerte sich Bach, eine Zeugenaussage bei der brasilianischen Polizei zu machen. Er erschien auch nicht bei den Paralympics 2016.

### Stellungnahme zur Qualifikation von Athleten für die verschobenen Olympischen Sommerspiele 2020
2020 wurde seine über Twitter verbreitete Erklärung „Es ist klar, dass diejenigen Athleten, die sich für die Olympischen Spiele Tokio 2020 qualifiziert haben, weiterhin qualifiziert sind“ kritisiert. Bach schaffe mit der Entscheidung „eine groteske Situation, die mit sportlicher Fairness nicht wirklich viel zu tun hat“, schrieb Peter Trebing, da sie Konkurrenten, die 2021 eventuell deutlich besser seien als die bereits qualifizierten Athleten, benachteilige.

### Nach sexuellen Übergriffen verschwundene chinesische Tennisspielerin
Bach hat nach einer dreißigminütigen Videokonferenz mit der nach deren Vorwürfen zu sexuellen Übergriffen vorübergehend verschwundenen chinesischen Tennisspielerin Peng Shuai erklärt, er sei erleichtert. Dies wurde stark kritisiert, ihm wurde unter anderem Naivität vorgeworfen.

### Russischer Überfall auf die Ukraine 2022
Aufgrund seiner unkritischen Haltung gegenüber dem russischen Angriffskrieg auf die Ukraine beziehungsweise seiner Argumentation, die UN- und die Olympische Charta würden Diskriminierung von Sportlern aufgrund ihrer Herkunft nicht zulassen, geriet Thomas Bach ebenfalls zunehmend unter Kritik.

## Ehrungen und Auszeichnungen
- 1977: Mit der Florettfechter-Nationalmannschaft bei der Wahl zur Mannschaft des Jahres 1977 ausgezeichnet
- 1981: Verdienstorden der Bundesrepublik Deutschland: Verdienstkreuz am Bande
- 1984: Verdienstorden des Landes Baden-Württemberg[36]
- 1993: Verdienstorden der Bundesrepublik Deutschland: Verdienstkreuz 1. Klasse
- 2004: Verdienstorden der Bundesrepublik Deutschland: Großes Verdienstkreuz
- 2008: Ernennung zum Ehrenbürger der Stadt Tauberbischofsheim
- 2013: Ernennung zum DOSB-Ehrenpräsidenten
- 2013: Goldener Schlüssel des IOC
- 2013: Ehrendoktorwürde der Universidad Católica de Murcia[37]
- 2014: EOC Order of Merit
- 2015: Ernennung zum Ehrenbürger der Stadt Montreal
- 2015: Reinhold-Maier-Medaille
- 2018: SignsAward
- 2018: Ehrenbürger von Seoul
- 2020: Seoul-Friedenspreis
- 2025: Zum 24. Juni wird ihm die Ehrenpräsidentschaft des IOC zuteil.[38]

## Sonstiges
Bach war viermal olympischer Fackelträger: 2004 in Athen, 2008 in Peking, 2010 in Vancouver und 2012 in London. Zudem wirkte er in Berlin beim weltweiten Fackellauf anlässlich der ersten Olympischen Jugend-Sommerspiele 2010 in Singapur mit.
Thomas Bach ist darüber hinaus Anhänger des 1. FC Nürnberg.

## Film
- Hajo Seppelt, Robert Kempe: Thomas Bach – Der neue Herr der Ringe?, „sport inside“ und „Die story“ (mit Unterstützung des investigativen Ressorts des WDR)[40]